# Diecezja Baton Rouge
Diecezja Baton Rouge (łac. Dioecesis Rubribaculensis, ang. Diocese of Baton Rouge) jest diecezją Kościoła rzymskokatolickiego w metropolii Nowy Orlean w Stanach Zjednoczonych w południowo-wschodniej części stanu Luizjana. 

## Historia
Diecezja została kanonicznie erygowana 22 lipca 1961 roku przez papieża Jana XXIII. Wyodrębniono ją z archidiecezji Nowy Orlean. Pierwszym ordynariuszem został dotychczasowy biskup pomocniczy diecezji Lafayette Robert Emmet Tracy (1909-1980).

## Główne świątynie
- Katedra: Katedra św. Józefa w Baton Rouge

## Biskupi diecezjalni
- Robert Emmet Tracy (1961–1974)
- Joseph Vincent Sullivan (1974–1982)
- Stanley Joseph Ott (1983–1992)
- Alfred Hughes (1993–2001)
- Robert Muench (2002–2018)
- Michael Duca (od 2018)